# Spornammern

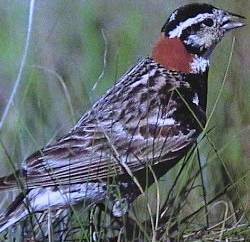
Gelbkehl-Spornammer. Die Art brütet in der nordamerikanischen Prärie

Die Spornammern (Calcarius) sind eine Vogelgattung aus der Familie der Tundraammern (Calcariidae). Namensgebend ist die lange Kralle an der Hinterzehe, der „Sporn“. 
Die Typusart Spornammer (Calcarius lapponicus) ist zirkumpolar in einem Gürtel, der das gesamte subarktische Eurasien und Nordamerika umspannt, vertreten und überwintert in den nördlichen gemäßigten Zonen. Als Wintergast sind sie auch in Deutschland regelmäßig vertreten. Die anderen beiden Arten kommen ausschließlich in bestimmten Gebieten Nordamerikas vor.
Die Vögel sind typische Bewohner offener Landschaftsformen. Dort findet man sie gewöhnlich auf dem Boden umherlaufend auf Nahrungssuche. Die Nahrung besteht vor allem aus Insekten und Sämereien. Die Männchen tragen ihren Territorialgesang auch in kurzen Singflügen vor. Insgesamt sind die Spornammern in ihrer Lebensweise typische Vertreter der Familie der Sporn- und Schneeammern.
Das Gefieder weist meist braune, graue und weiße Bereiche auf. Das Brutkleid der Männchen ist bei allen Arten wesentlich prächtiger und kontrastreicher als das Schlichtkleid und das Gefieder der Weibchen und Jungvögel.
Der Name der Gattung Calcarius stammt vom lateinischen calcar, „Sporn“.

## Arten
- Spornammer (Calcarius lapponicus)
- Goldbauch-Spornammer (Calcarius pictus)
- Gelbkehl-Spornammer (Calcarius ornatus)

Die Weißkehl-Spornammer (Rhyncophanes mccownii) wurde früher auch in die Gattung Calcarius gestellt. Molekulargenetische Untersuchungen haben aber gezeigt, dass sie näher mit den Schneeammern verwandt ist. Daher wird sie nun in der monotypischen Gattung Rhyncophanes geführt.